# Lindackeria latifolia
Lindackeria latifolia là một loài thực vật có hoa trong họ Achariaceae. Loài này được Benth. mô tả khoa học đầu tiên năm 1851.